# Eddy van der Enden
Eduard J.K. (Eddy) van der Enden (Den Haag, 5 september 1928 - Laren (Noord-Holland), 26 april 2011) was een Nederlandse cameraman en een van de filmpioniers van na de Tweede Wereldoorlog. Naast tal van speelfilms, documentaires en televisieseries, filmde Van der Enden ook commercials, zoals de Grolsch-serie Vakmanschap is meesterschap van Paul Huf.

## Biografie
Eddy van der Enden was de enige zoon van een Haagse ambtenaar die was getrouwd met een Nederduits-gereformeerde vrouw. Na de lagere school ging hij naar de elektrotechnische school. In Den Haag beleefde hij als puber de oorlog, wat altijd een grote invloed op hem zou houden.
Van der Enden begon zijn carrière als loopjongen bij de Haagse filmfabriek Profilti. Toen de oorlog was afgelopen, moest hij in militaire dienst. In het leger kreeg hij een functie als cartograaf bij de filmdienst, maar al snel nam hij zelf de camera ter hand. Nadat hij was afgezwaaid, kon Van der Enden meedoen aan een uitwisseling met Italiaanse filmstudenten. Hij kreeg daarmee de kans een opleiding volgen aan het Centro Sperimentale di Cinematografia (CSC) in Rome. Daar kwam hij in aanraking met beroemde naoorlogse Italiaanse filmmakers van wie hij onder meer leerde om te gaan met het licht. Nadat hij in 1954 was teruggekeerd uit Italië ging hij werken bij de Cinetone Studio's in Duivendrecht, en vervolgens als freelance cinematograaf. Hij kreeg onder meer werk als assistent-cameraman bij de in Nederland gedraaide Amerikaanse tv-serie Secret File, U.S.A..
Rond 1950 was Van der Enden onderdeel van een groepje aankomende filmers in Amsterdam, waartoe onder meer Ytzen Brusse, Bert Haanstra, Piet van Moock, Peter Staugaard, Fred Tammes en Wim van der Velde behoorden. Vanaf 1955 zou Van der Enden samen gaan werken met Haanstra waarvoor hij in 1958 de met een Oscar bekroonde documentaire Glas draaide en de succesvolle speelfilm Fanfare. In datzelfde jaar fotografeerde Van der Enden Dorp aan de rivier, de eerste speelfilm van Fons Rademakers, die ook voor een Oscar werd genomineerd.
Naast de genoemde films zouden ook tal van andere producties waar Van der Enden aan meewerkte in de nationale en internationale prijzen vallen. Zo wonnen ook De lage landen (1960) van George Sluizer, Makkers, staakt uw wild geraas (1960) van Fons Rademakers en De werkelijkheid van Karel Appel (1962) van Jan Vrijman een Zilveren Beer in Berlijn. In 1971 draaide Van der Enden de film Trafic van Jacques Tati.
Van der Enden zou tot zijn 74ste jaar als cameraman blijven werken. Daarna gaf hij vooral adviezen. Ook bezocht hij in de laatste jaren zo vaak het kon zijn geliefde Italië, waar zijn cinematografische carrière was begonnen. Op 82-jarige leeftijd overleed hij in het Rosa Spier Huis te Laren aan de gevolgen van een hersentumor.
Van der Enden was erelid van de Nederlandse Beroepsvereniging van Film- en Televisiemakers (NBF) en benoemd tot Ridder in de Orde van Oranje-Nassau.

## Filmografie
Speelfilms met fotografie en camerawerk van Eddy van der Enden
- Drie jongens en een hond (1954), regie Henk van der Linden
- Dorp aan de rivier (1958), regie Fons Rademakers
- Fanfare (1958), regie Bert Haanstra
- Makkers, staakt uw wild geraas (1960), regie Fons Rademakers
- Het mes (1960), regie Fons Rademakers
- Rififi in Amsterdam (1962), regie John Korporaal
- De vergeten medeminnaar (1963), regie John Korporaal
- 10.32 (1965), regie Arthur Dreifuss
- Monsieur Hawarden (1967), régie Harry Kümel
- Trafic (1969), regie Jacques Tati
- Les lèvres rouges (1970), regie Harry Kümel
- Mira (1970), regie Fons Rademakers
- La pente douce (1971), regie Claude d'Anna
- Louisa, een woord van liefde (1972), regie Paul Collet en Pierre Drouot
- Niet voor de poezen (1972), regie Fons Rademakers
- Le revolver aux cheveux rouges (1973), regie Frédéric Geilfus en Denise Geilfus
- Op de Hollandse toer (1973), regie Harry Booth
- Trompe-l'oeil (Le miroir éclate) (1974), regie Claude d'Anna
- Lifespan (1974), regie Alexander Whitelaw
- Flanagan (1975), regie Adriaan Ditvoorst
- Dood van een non (1975), regie Paul Collet en Pierre Drouot
- L'ordre et la sécurité du monde (1977), regie Claude d'Anna
- Exit 7 (1978), regie Emile Degelin
- Kort Amerikaans (1979), regie Guido Pieters
- Seven Graves for Rogan/A Time to Die (1979, uitgekomen in 1982), regie Matt Cimber
- Butterfly (1980), regie Matt Cimber
- Het beest (1981), regie Paul Collet
- Fake Out (1981), regie Matt Cimber
- De zwarte ruiter (1983), regie Wim Verstappen
- In Search of a Golden Sky -Children of the North Woods (1983), regie Charles E. Sellier Jr. en Jefferson Richard
- De grens (1984), regie Leon de Winter
- Grunt! The Wrestling Movie (1985), regie Allan Holzman
- In de schaduw van de overwinning (1985), regie Ate de Jong
- Rigged (1985), regie Claudio Cutry
- Caught (1987), regie James F. Collie
- Eline Vere (1990), regie Harry Kümel
- Gettysburg (1992), regie Ronald F. Maxwell
- De vlinder tilt de kat op (1993), regie Willeke van Ammelrooy
- Shadow Run (1997), regie Geoffrey Reeve

Documentaires en korte films met fotografie en camerawerk van Eddy van der Enden
- Runder-TBC Halt! (1952), regie Walter Smith
- Caltex Rotterdam, regie Akos Farkas
- 6 daagse (1954), regie Peter Staugaard
- ...en de zee was niet meer (1955), regie Bert Haanstra
- Song of the Clouds (1956), regis John Armstrong
- Tros (1957), regie Wim van der Velde
- Salvage Suez Canal (1957)
- De Gouden Ilsy (1957), regie Charles Huguenot van der Linden
- Over glas gesproken (1957), regie Bert Haanstra
- Glas (1958), regie Bert Haanstra
- Paleontologie, schakel met het verleden (1959), regie Han van Gelder
- Dokbouw aan de Nieuwe Maas (1959), regie Ytzen Brusse
- Harmonie in industrie (1959), regie Piet van Moock
- Coop meelfabriek, regie Koos Kortekaas
- Grand Prix Spa, regie Alan Fabian
- Wil om te winnen (1960), regie Wim van der Velde
- De lage landen (1961), regie George Sluizer
- Made to Measure. The Story of New Zealand Lamb (1961), regie Byron Lloyd
- De werkelijkheid van Karel Appel (1961), regie Jan Vrijman
- Het huis (1961), regie Louis van Gasteren
- Rotterdam - Metro (1961), regie Peter Staugaard
- Poort van Europa (1962), regie Ytzen Brusse
- Rotterdam (1962), regie Eimert Kruidhof
- Bestemming toekomst (1962), regie Jan Schefer
- P/De perfectionist (1964), regie Jan Keja
- The Growing Flame (1965), regie Michael Heckford
- Oktobervaart - Een impressie van de Nederlandse binnenvaart (1965), regie Charles Huguenot van der Linden
- Rotterdam-Europoort (1965), regie Joris Ivens
- Bananen wel (1966), regie Jan Keja
- Toets/Touch (1967), regie Tom Tholen
- Gelijkenis (1967), regie Micha Frenkel
- Spelen in het donker - De dichter Pierre Kemp (1967), regie Corinne du Mée-van Moorselaar
- Niet genoeg (1968), regie Wim van der Velde
- Een wand (1968), regie Wim van der Velde
- Bruggen in Holland (1968), regie Rolf Orthel
- In den beginne...tenslotte (1969), regie Frans Weisz
- Downstream (1970), regie John Armstrong
- Voorbij het verleden (1973), regie Wim van der Velde
- Sea Area Forties (1975), regie John Armstrong
- Pipeline Alaska (1977), regie John Armstrong
- A.P.O. of the Primitivi (1977), regie Henk Meulman
- Dutch Museums - 1978 (1978), regie Paul Huf
- De krans (1978), regie Jan Koelinga
- Crolus (1979), regie Willy Breebaart
- Draadvariaties (1980), regie Harry Kümel
- It's in the Cards (1980), regie Albert Tromp
- Het laatste weiland (1984), regie Luk Blancquaert
- Het gaat om de beweging (1985), regie Luk Blancquaert
- Stoeprand (1985), regie Luk Blancquaert
- Philips - Pushing the Limits (1989), regie Henk van Mierlo
- Light & Life (1989), regie Jeff Blyth
- KLM - Royal Teamwork (1991), regie Sune Lund Sørensen
- In een Japanse stroomversnelling (2001), regie Louis van Gasteren

Werk voor televisie
- Secret File, U.S.A. (1954), regie Arthur Dreifuss
- Ruimte voor miljoenen, regie Wim van der Velde
- Morituri te salutant (1968), regie Henk Meulman
- De komst van Joachim Stiller (1974), regie Harry Kümel
- Scrim (1976), regie Jacob Bijl
- Hollands Glorie (1976), regie Walter van der Kamp
- La maison vide (1991), regie Denys Granier-Deferre
- Maigret et la nuit du carrefour (1992), regie Alain Tasma en Bertrand Van Effenterre
- Lie Down with Lions (1993), regie Jim Goddard
- The Way to Dusty Death (1995), regie Geoffrey Reeve
- On Dangerous Ground (1995), regie Lawrence Gordon Clark

- Biblioteca Nacional de España: XX1645256
- Gemeinsame Normdatei: 139449817
- International Standard Name Identifier: 0000 0000 6065 3442
- Library of Congress Control Number: no2014152690
- Nationale Bibliotheek van Tsjechië: xx0158230
- Nederlandse Thesaurus van Auteursnamen: 300259816
- Système universitaire de documentation: 177626100
- Virtual International Authority File: 87383430
- WorldCat: E39PBJpv6qVdTfHpDCvpjRQpfq